# Pistol

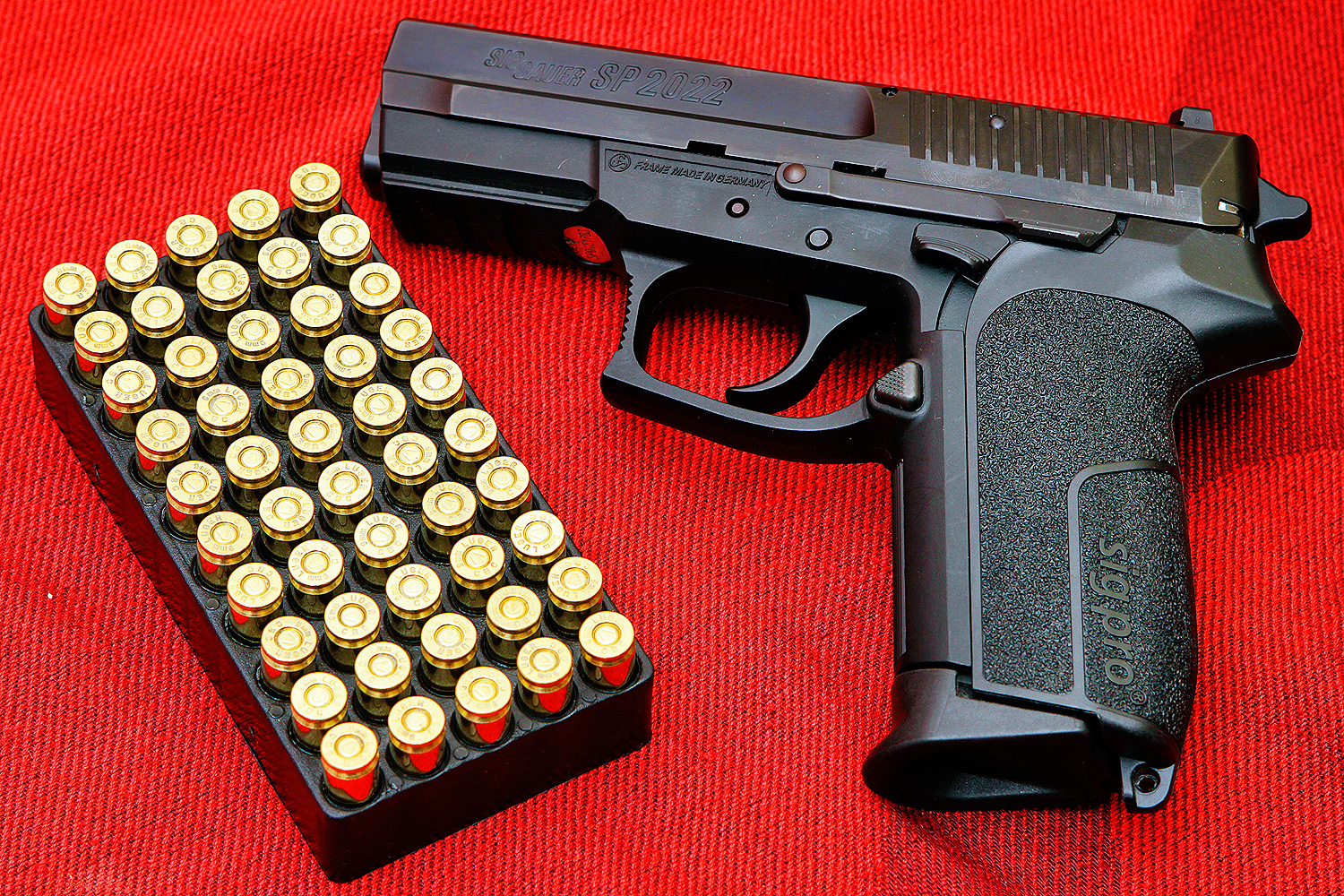
Pistol semi-automat SIG Pro

Pistolul este o armă individuală destinată luptei antipersonal la distanțe mici (până la 50 m). Este o armă de foc de dimensiuni mici, cu magazie de cartușe fixă sau amovibilă și mânuită cu o singură mână. A fost inventat de Caminelleo Vitelli în anii 1540, în orașul italian Pistoia (de unde și denumirea de „pistol”) ca armă pentru cavaleriști.
În secolul al XIX-lea a fost perfecționat prin inventarea revolverului cu simplă acțiune, de către americanul Samuel Colt (patentul din 1835) și a celui cu dublă acțiune, de către britanicul Robert Adams (patentul din 1851).
În secolul al XX-lea pistolul a ajuns să fie sinonim cu pistolul semiautomat, inventat de austriacul Joseph Laumann în 1892, perfecționat de germanul Paul Mauser (1896) și de americanul John Browning (tot în 1896).

## Accesorii
- Amortizor de zgomot
- Laser